# 16e division d'infanterie (Empire allemand)
Pour les articles homonymes, voir 16e division d'infanterie.
La 16e division d'infanterie est une unité de l'armée allemande qui participe à la guerre franco-allemande de 1870 et à la Première Guerre mondiale. Au début de ce conflit, la 16e division d'infanterie forme avec la 15e division d'infanterie le 8e corps d'armée au sein de la 4e armée allemande. La division participe à la bataille des Ardennes et à la bataille de la Marne avant de se replier en Champagne. Lors de l'hiver 1914-1915, la division est scindée en ses deux brigades, la 31e brigade combat dans les Flandres puis en Alsace alors que la 30e reste en Champagne. En avril 1915, la division est reconstituée. Elle combat en Artois au mois de juin, puis occupe un secteur de front sur l'Aisne jusqu'en juillet 1916 où elle est engagée dans la bataille de la Somme. De novembre 1916 à mai 1917, la division est transférée sur le front russe ; elle combat ensuite et jusqu'à la fin du conflit sur la partie de front ouest tenue par les troupes britanniques. Elle est engagée dans les batailles de Passchendaele en 1917 et de la Lys en 1918. À la fin de la Première Guerre mondiale, la 16e division d'infanterie est de retour en Allemagne où elle est dissoute au cours de l'année 1919.

## Guerre austro-prussienne de 1866

### Composition
- Brigade "Schöler" (31e brigade d'infanterie), Alexander von Schoeler

29e régiment d'infanterie, colonel Ernst Wilhelm Schuler von Senden
69e régiment d'infanterie, colonel Hermann von Beyer (de)
- Brigade de fusiliers

33e régiment de fusiliers, colonel August Ferdinand von Wegerer (de)
34e régiment de fusiliers, colonel Wilhelm von Schmeling

## Guerre franco-allemande de 1870

### Composition
- 31e brigade d'infanterie

29e régiment d'infanterie
69e régiment d'infanterie
- 32e brigade d'infanterie

40e régiment de fusiliers
72e régiment d'infanterie
- 9e régiment de hussards

### Historique
La 16e division d'infanterie participe à la guerre autro-prussienne de 1866 et combat lors de la bataille de Sadowa. Lors de la guerre franco-allemande de 1870, la division participe aux combats à Spicheren, à Mars-la-Tour et à Saint-Privat avant de faire partie des troupes chargées du siège de Metz. Après la chute de la ville, la 16e division d'infanterie est dirigée vers la Picardie où elle prend part aux batailles de Villers-Bretonneux, de l'Hallue et de Saint-Quentin.

## Première Guerre mondiale

### Composition
Les hommes servant au sein de la 16e division d'infanterie proviennent des provinces du Rhin.

#### Temps de paix, début 1914
- 31e brigade d'infanterie (Trèves)

29e régiment d'infanterie (Trèves)
69e régiment d'infanterie (Trèves)
- 32e brigade d'infanterie (Sarrebruck)

70e régiment d'infanterie (Sarrebruck)
174e régiment d'infanterie (Trèves)
- 80e brigade d'infanterie (Bonn)

65e régiment d'infanterie (Cologne)
160e régiment d'infanterie (Bonn), (Diez), (Euskirchen)
- 16e brigade de cavalerie (Trèves)

7e régiment de chasseurs à cheval (de) (Trèves)
8e régiment de chasseurs à cheval (de) (Trèves)
- 16e brigade d'artillerie de campagne (Trèves)

23e régiment d'artillerie de campagne (Coblence)
44e régiment d'artillerie de campagne (Trèves)

#### Composition de la mobilisation à 1916
- 30e brigade d'infanterie

28e régiment d'infanterie
68e régiment d'infanterie (de)
- 31e brigade d'infanterie

29e régiment d'infanterie
69e régiment d'infanterie
- 16e brigade d'artillerie de campagne

23e régiment d'artillerie de campagne
44e régiment d'artillerie de campagne
- 7e régiment de hussards
- 2e et 3e compagnie du 8e bataillon de pionniers (1er bataillon de pionniers rhénan)

#### 1917
- 30e brigade d'infanterie

28e régiment d'infanterie
68e régiment d'infanterie
29e régiment d'infanterie
- 1 escadron du 7e régiment de hussards
- 16e commandement d'artillerie divisionnaire

23e régiment d'artillerie de campagne

#### 1918
- 30e brigade d'infanterie

28e régiment d'infanterie
68e régiment d'infanterie
29e régiment d'infanterie
- 1 escadron du 7e régiment de hussards
- 16e commandement d'artillerie divisionnaire

23e régiment d'artillerie de campagne
3 batteries du 32e bataillon d'artillerie à pied

### Historique
Au début de la Première Guerre mondiale, la 16e division d'infanterie forme avec la 15e division d'infanterie le VIIIe corps d'armée, rattaché à la IVe armée allemande.

#### 1914
- 6 - 21 août : concentration de la division, elle franchit la frontière luxembourgeoise au début du mois d'août et entre en Belgique le 20 août.
- 22 - 23 août : engagée dans la bataille des Ardennes (bataille de Neufchâteau), la division combat à Bièvre et Gedinne.
- 24 août - 5 septembre : poursuite des troupes françaises, la Meuse est franchie à Sedan et Donchery le 26 août. La division progresse ensuite en Champagne, atteint Suippes le 3 septembre et franchit la Marne près de Vitry-le-François.
- 6 - 12 septembre : engagée dans la bataille de la Marne (bataille de Vitry) et déplore de nombreuses pertes ; à partir du 10 septembre, la division se replie par Somme-Yèvre, Herpont, Saint-Mard-sur-Auve et Somme-Bionne. Elle stoppe sa retraite près de Perthes-lès-Hurlus.
- 13 septembre - 31 décembre : la division occupe un secteur en Champagne vers Souain et Perthes-lès-Hurlus. Au cours cette période, la 31e brigade est détachée de la division et envoyée dans la région de Langemark près d'Ypres durant le mois de novembre, puis à partir de décembre en Alsace dans le secteur de Thann formant la division Fuchs[2].

#### 1915
- 1er janvier - 7 avril : les deux brigades sont toujours séparées. La 31e brigade en Alsace combat vers Cernay. la 30e brigade est sur le front de Champagne.

du 4 au 23 janvier puis du 17 mars au 26 avril, la 31e brigade est engagée dans la bataille du Hartmannswillerkopf.
du 1er au 5 février puis du 16 février au 3 avril, la 30e brigade combat dans le secteur de Perthes, elle est engagée au cours du mois de février dans la bataille de Champagne.
- 3 avril - 11 mai : retrait du front de la 30e brigade ; repos dans la région de Briey à la fin du mois d'avril la 31e brigade rejoint la zone, la 16e division est reconstituée avec ses brigades d'origine. Mise en réserve de l'OHL[2].
- 11 - 13 mai : mouvement par V.F. dans la région d'Arras.
- 14 mai - 15 juin : engagée dans la bataille d'Artois, combat vers Souchez et Neuville-Saint-Vaast, les pertes sont très importantes[n 1].
- 16 juin - 15 juillet : retrait du front ; repos dans la région de Saint-Quentin.
- 15 juillet 1915 - 25 juillet 1916 : mouvement vers le front de l'Aisne. Jusqu'à la fin du mois d'octobre, la division tient un secteur entre Chavonne et Soupir puis entre novembre et juillet un secteur autour de Nouvron.

25 septembre - 6 octobre : seconde bataille de Champagne

#### 1916
- 26 juillet - 25 août : mouvement de Folembray vers Ham et Nesle. La division occupe un secteur vers Maucourt. À partir du mois d'août, engagée dans la bataille de la Somme dans le secteur de Thiepval et de Pozières entre le 10 et le 24 août avec de lourdes pertes.
- 26 août - 3 octobre : retrait du front ; la division est déplacée dans la région calme de Berry-au-Bac. Au cours de cette période, la division passe à une organisation triangulaire à trois régiments. Le 69e régiment d'infanterie est transférée dans une autre division.
- 4 - 26 octobre : retrait du front, mouvement par Laon par V.F. vers la Somme. À nouveau engagée dans la bataille de la Somme dans les secteurs de Lesbœufs et de Sailly-Saillisel avec de lourdes pertes.
- 27 octobre - 20 novembre : retrait du front, stationnement dans la région de Soissons ; puis transfert par V.F. sur le front de l'est en passant par Liège, Aix-la-Chapelle, Düsseldorf, Hanovre, Magdebourg, Berlin, Varsovie, Brest-Litovsk, Kovel et Turiisk[3].
- 21 novembre 1916 - 17 mai 1917 : occupation d'un secteur du front le long de la Styr et de la Stochid.

#### 1917
- 18 - 23 mai : retrait du front, transfert par V.F. vers le front de l'ouest en passant par Kovel, Brest-Litovsk, Varsovie, Leipzig, Cassel, Coblence, Gerolstein, Sedan, Attigny[3].
- 23 - 27 mai : engagée dans la bataille du Chemin des Dames.
- 27 mai - 4 juin : repos dans la région d'Écordal.
- 4 - 12 juin : mouvement par V.F. vers les Flandres, repos dans la région de Wambrechies.
- 26 juin - 23 septembre : occupation d'un secteur dans la région de Warneton, durant cette période les pertes sont peu nombreuses.
- 23 septembre - 2 octobre : retrait du front et repos dans la région de Bruges.
- 3 - 12 octobre : engagée dans la bataille de Passchendaele, les 3 et 4 octobre à l'est de Zonnebeke. À partir du 6 octobre, la division tient un secteur au sud-est de Poelkapelle et subit plusieurs attaques locales britanniques[3].
- 12 octobre - 24 novembre : placée en seconde ligne.
- 24 novembre 1917 - 15 janvier 1918 : en ligne dans un premier temps au nord de Becelaere, puis à l'est de Passchendaele.

#### 1918
- 16 janvier - 1er mars : retrait du front ; repos dans la région de Meulebeke.
- 2 - 21 mars : en ligne à l'est de Passchendaele.
- 22 mars - 4 avril : retrait du front ; instruction à Pittem puis mouvement et repos vers Tourcoing.
- 4 avril - 1er mai : engagée dans la bataille de la Lys. La division combat au nord de Neuve-Chapelle le 4 avril, puis au sud de Merville le 12 avril avec de fortes pertes sans parvenir à percer les défenses alliées.
- 1er - 19 mai : retrait du front et repos dans la région de Braine-le-Château.
- 19 mai - 18 août : occupation d'un secteur du front au sud-ouest de Merville, relevée par la 25e division d'infanterie dans la nuit du 6 au 7 juillet[4].

7 - 17 juillet : repos.
17 juillet - 18 août : en ligne à nouveau dans la région de Merville.
- 18 - 30 août : retrait du front, repos dans la région d'Haubourdin ; puis mouvement par étapes par Douai et Vitry-en-Artois pour atteindre l'est d'Arras.
- 30 août - 15 septembre : en ligne dans le secteur de Vis-en-Artois. La division combat à Dury et à Hendecourt-lès-Cagnicourt et perd près de 1 800 hommes faits prisonniers[4].
- 15 - 26 septembre : retrait du front ; repos dans la région de Bruges.
- 26 septembre - 6 novembre : en ligne au nord de Lens, repli défensif par Pont-à-Vendin, Courrières, nord-ouest d'Orchies, Hollain et Antoing[4]. À partir du 6 novembre, la division est retirée du front, elle est ensuite transférée en Allemagne après la signature de l'armistice.

## Chefs de corps
| Grade                        | Nom                                  | Date                               |
| ---------------------------- | ------------------------------------ | ---------------------------------- |
| Generalleutnant              | Anton Friedrich Karl von Ryssel (de) | 25 octobre 1816 - 7 décembre 1830  |
| Generalleutnant              | Georg Wilhelm von Hofmann (de)       | 8 décembre 1830 - 29 mars 1832     |
| Generalleutnant              | Friedrich zu Dohna-Schlobitten       | 30 mars 1832 - 29 mars 1839        |
| Generalmajor/Generalleutnant | Heinrich von Hüser                   | 30 mars 1839 - 2 octobre 1844      |
| Generalleutnant              | Heinrich von Holleben                | 3 octobre 1844 - 12 avril 1848     |
| Generalleutnant              | Friedrich Wilhelm von Dunker (de)    | 13 avril 1848 - 15 juillet 1850    |
| Generalleutnant              | Eduard von Bonin                     | 16 juillet 1850 - 18 février 1852  |
| Generalmajor/Generalleutnant | Leopold von Gayl (de)                | 19 février 1852 - 2 juin 1858      |
| Generalmajor/Generalleutnant | Gustav von Arnim                     | 3 juin 1858 - 18 décembre 1863     |
| Generalleutnant              | Friedrich August von Etzel (de)      | 19 décembre 1863 - 29 octobre 1866 |
| Generalleutnant              | Albert von Barnekow                  | 30 octobre 1866 - 19 juillet 1871  |
| Generalleutnant              | Alexander von Kraatz-Koschlau        | 20 juillet 1871 - 3 mars 1879      |
| Generalleutnant              | Hermann von Wichmann                 | 4 mars 1879 - 5 décembre 1883      |
| Generalleutnant              | Julius von Trenk (de)                | 6 décembre 1883 - 7 mars 1887      |
| Generalleutnant              | Karl von Alten                       | 8 mars - 14 novembre 1887          |
| Generalleutnant              | August von Lentze (de)               | 15 novembre 1887 - 23 mars 1890    |
| Generalleutnant              | August von Seebeck                   | 24 mars 1890 - 26 janvier 1893     |
| Generalleutnant              | Georg von Oesterley                  | 27 janvier 1893 - 16 décembre 1896 |
| Generalleutnant              | Günther von Schlotheim               | 17 décembre 1896 - 26 janvier 1900 |
| Generalleutnant              | Oscar Serno                          | 27 janvier 1900 - 17 mai 1901      |
| Generalleutnant              | Friedrich von Schele                 | 18 mai 1901 - 16 février 1903      |
| Generalleutnant              | Lothar von Trotha                    | 17 février 1903 - 21 mai 1904      |
| Generalleutnant              | Hugo von Collani                     | 22 mai 1904 - 14 février 1906      |
| Generalleutnant              | Konrad von Hausmann (de)             | 15 février 1906 - 17 février 1908  |
| Generalleutnant              | Ernst Kuntze                         | 18 février 1908 - 20 avril 1911    |
| Generalleutnant              | Kurt von Lindenau                    | 21 avril 1911 - 2 février 1914     |
| Generalleutnant              | Georg Fuchs                          | 3 février 1914 - 28 août 1916      |
| Generalmajor                 | Otto von Zaborowski                  | 28 août - 4 novembre 1916          |
| Generalleutnant              | Theodor Mengelbier                   | 5 novembre 1916 - 2 janvier 1917   |
| Generalleutnant              | Arthur von Lüttwitz                  | 3 janvier 1917 - 2 août 1918       |
| Generalleutnant              | Paulus von Stolzmann (de)            | 3 août 1918 - 8 mai 1919           |